# هیوز وینبورن
هیوز وینبورن (انگلیسی: Hughes Winborne تدوین‌گر فیلم آمریکایی است. وی در سال ۱۹۷۵ از دانشگاه کارولینای شمالی در چپل هیل فارغ‌التحصیل شده است

## فیلم‌شناسی
- جایزه اسکار بهترین تدوین فیلم (۲۰۰۵)

## بخشی از فیلم‌شناسی
- خلسه دلپذیر (۱۹۹۵)
- تصادف (۲۰۰۴)
- در جستجوی خوشبختی (۲۰۰۶)
- مناظره‌کنندگان بزرگ (۲۰۰۷)
- هفت زندگی (۲۰۰۸)
- خدمتکاران (۲۰۱۱)
- نگهبانان کهکشان (۲۰۱۴)